# Vergiss mein nicht (2012)
Vergiss mein nicht – Wie meine Mutter ihr Gedächtnis verlor und meine Eltern die Liebe neu entdeckten ist ein deutscher Dokumentarfilm von David Sieveking aus dem Jahr 2012. Seine Weltpremiere hatte der Film am 5. August 2012 beim 65. Locarno Festival, die Deutschlandpremiere fand am 1. November 2012 auf dem 55. Internationalen Leipziger Festival für Dokumentar- und Animationsfilm statt. Deutscher Kinostart des Films war am 31. Januar 2013.

## Inhalt
David Sieveking zeigt die letzten Lebensjahre seiner eigenen Mutter Gretel, die an der Alzheimer-Krankheit erkrankt ist. Nachdem Davids Vater Malte seine Frau viele Jahre betreut hatte, kommt er an die Grenze seiner Belastbarkeit. David zieht wieder ins elterliche Haus ein, damit sein Vater Urlaub in der Schweiz machen kann.
Im Einvernehmen mit seinen Schwestern und seinem Vater dokumentiert Sieveking das Zusammenleben mit seiner Mutter mit der Kamera. Die Krankheit der Mutter zeigt sich immer wieder deutlich. Sie verliert jedoch nicht den Lebensmut. Ihr Sohn lernt sie noch einmal von einer ganz anderen Seite kennen und wird von ihr schon bald für ihren Ehemann gehalten. Mutter und Sohn fahren nach Stuttgart zu Gretels Schwester und anschließend in die Schweiz, um den Vater abzuholen. Malte entwickelt noch einmal eine liebevolle Beziehung voller Intimität und Romantik zu seiner Frau, die auch von ihr erwidert wird.
Da Gretel nichts mehr aus der Vergangenheit berichten kann, macht sich ihr Sohn auf die Suche nach der Vergangenheit seiner Eltern. Mit Super-8-Filmen, Fotos, alten Interviews und den Tagebüchern seiner Mutter dokumentiert er die historischen Ereignisse. Im Schweizerischen Bundesarchiv in Bern spürt er Protokolle des Staatsschutzes über die damaligen politischen Aktivitäten seiner Mutter auf. In Zürich trifft er Peter Niggli, den ehemaligen Liebhaber seiner Mutter, der über die Liebesaffäre der beiden spricht. David fungiert im Film als Erzähler und kommentiert die Ereignisse.
Am Ende des Films ist Gretel dauerhaft bettlägerig, sie wird nicht mehr lange zu leben haben.

## Hintergründe
Margarete (Gretel) Sieveking geb. Schaumann (* 26. Juni 1937 in Stuttgart † 27. Februar 2012) arbeitete nach dem Abitur als Werkstudentin in einer Dortmunder Fabrik, um ihr Studium zu finanzieren. Anschließend studierte sie Sprachwissenschaft an der Universität Hamburg. Dort lernte sie Ulrike Meinhof kennen, die sie zu einer journalistischen Laufbahn inspirierte. Nach dem Magister-Abschluss arbeitete sie beim NDR Fernsehen, wo sie 1965/66 im „Kursusprogramm“ vor der Tagesschau ihre eigene Fernsehsendung „Deutsch für Deutsche mit Margarete Schaumann“ moderierte.
Malte Friedrich Sieveking (* 28. April 1940 in Hamburg) brach sein Philosophiestudium ab, studierte dann Mathematik. Er war in Erlangen als wissenschaftlicher Assistent tätig. Margarete Schaumann und Malte Sieveking heirateten 1966, wollten jedoch eine offene Ehe führen. In der Zeit des Vietnamkriegs engagierten sie sich beim Sozialistischen Deutschen Studentenbund, weshalb Malte Sieveking seine Assistentenstelle in Deutschland gegen eine in der Schweiz tauschen musste, und die Familie zog 1969 nach Zürich. Margarete Sieveking, die dort keine Arbeitserlaubnis bekam, engagierte sich in der Revolutionären Aufbauorganisation Zürich (raz). Sie war mit Peter Niggli, dem Anführer der raz liiert, auch Malte hatte zahllose Affären. Ihre Ehe blieb wegen der beiden gemeinsamen Töchter (* 1967 und * 1970) bestehen.
Nach dem Auslaufen von Malte Sievekings Anstellungsvertrag 1975 und der sich anschließenden Rückkehr nach Bielefeld wurde als drittes Kind 1977 David geboren. Später zog die Familie nach Bad Homburg, und Malte Sieveking war bis zu seiner Emeritierung als Professor für Stochastik und Mathematische Informatik an der Johann Wolfgang Goethe-Universität Frankfurt am Main tätig. Margarete Sieveking arbeitete als Sprachlehrerin für Deutsch und gab Privatunterricht in Spanisch, sie betätigte sich politisch bei den Grünen. Erste Gedächtnisschwächen traten bei ihr 2005 auf, 2008 wurde Alzheimer festgestellt. Margarete Sieveking starb vor Fertigstellung des Films am 27. Februar 2012.

## Auszeichnungen
Regisseur und Produzenten des Films Vergiss mein nicht erhielten beim Internationalen Filmfestival von Locarno 2012 den Hauptpreis der Sektion Semaine de la Critique. 2012 bekam er den Hessischen Filmpreis als Bester Dokumentarfilm und wurde beim Internationalen Leipziger Festival für Dokumentar- und Animationsfilm mit dem Preis des Goethe-Instituts ausgezeichnet.
Zudem wurde der Film von der Deutschen Film- und Medienbewertung (FBW) mit dem Prädikat besonders wertvoll ausgezeichnet.
Die Deutsche Filmakademie nominierte Vergiss mein nicht für den Deutschen Filmpreis 2013 in der Preiskategorie „Programmfüllende Dokumentarfilme“.

## Kritiken
„Mit ‚Vergiss mein nicht‘ ist David Sieveking ein außergewöhnlich bewegender und künstlerisch ausbalancierter Film gelungen. […] Der Film ist eine sensibel erzählte Hommage des Filmemachers an seine an Alzheimer erkrankte Mutter, welcher die schwierige Balance zwischen persönlicher Betroffenheit und künstlerischer Distanz zu wahren weiß. Dadurch wird eine sehr private Geschichte zu einer universellen Erzählung über Krankheit und Tod, Liebe und Verantwortung.“

„Regisseur David Sieveking porträtiert darin mit äußerstem Feingefühl, in ausgewogener Balance von Nähe und Distanz, seine an Demenz erkrankte 73-jährige Mutter. Die Sensibilität, der Humor und die weit über den Einzelfall weisende Intensität machen den Film zu einem Ereignis und lassen auf eine Auszeichnung mit dem Preis für den besten Film der Sektion hoffen.“

„Mit ‚Vergiss mein nicht‘, von einem sichtlich gerührten Publikum begeistert aufgenommen, gelingt Sieveking ein erstaunliches Kunststück: Ein leichter, fast heiterer Film nicht über die Krankheit, sondern über die Lebens- und Liebesgeschichte seiner Eltern – und das liebevolle Porträt eines Menschen, dessen Selbstbild verblasst. Die Dialoge sind, man traut es sich kaum zu sagen, von entwaffnender Komik. […] Ein Film, wie es zärtlicher kaum geht.“

„‚Vergiss mein nicht‘ ist ohne Frage ein sehr einfühlsamer, respektvoller Film. Sieveking will das langsame Sterben seiner Mutter nicht für sensationalistische Zwecke ausbeuten, viel mehr will er ihr ein Denkmal setzen und schreibt ihr dabei einen rührenden, filmgewordenen Liebesbrief.“